# Satco
Satco tidigare Sattco, Satt Elektonik och ursprungligen Svenska AB Trådlös Telegrafi (SATT) är ett svenskt företag som bildades år 1921 som ett dotterbolag till AEG Elektriska AB, det svenska dotterbolaget till AEG. Verksamheten hade startats inom AEG redan år 1901 då AEG tillverkade gnistsändare till den Svenska marinen och därefter allt fler radioprodukter åt Krigsmakten, men AEG hade efter första världskriget ålagts restriktioner och kunde inte tillverka militär elektronik, det svenska dotterbolaget blev då ett sätt att gå runt detta.
SATT sålde bland annat elektronrör för tillverkning av TV-apparater.